# Acacia pycnantha
Acacia pycnantha, en anglès amb el nom comú de Golden wattle, és una espècie d'arbre dins la família fabàcia; és una planta nadiua del sud-est d'Austràlia. Arriba a fer 8 m d'alt i té fil·lodes en lloc de fulles veritables. És una planta de sotabosc als boscos d'eucaliptus.
George Bentham va fer la descripció d'aquesta espècie l'any 1842. L'escorça d'A. pycnantha produeix més taní que cap altra del seu gènere. També s'ha cultivat com a planta ornamental i per a flor tallada; tanmateix, ha esdevingut una planta adventícia no desitjada a Àfrica del Sud, Tanzània, Itàlia, Portugal, Sardenya, Índia, Indonèsia, Nova Zelanda, com també a Austràlia occidental, Tasmània i Nova Gal·les del Sud.